# Hypodematium gracile
Hypodematium gracile är en ormbunkeart som beskrevs av Ren-Chang Ching. Hypodematium gracile ingår i släktet Hypodematium och familjen Hypodematiaceae. Inga underarter finns listade.